# Bruno Colorio
Bruno Colorio (Trento, 9 novembre 1911 – Trento, 29 novembre 1997) è stato un pittore, disegnatore e incisore italiano.

## Biografia
Nacque a Trento, ma trascorse l'infanzia a Cembra. 
Negli anni ´30 del ´900 iniziò l'attività espositiva delle sue opere e la frequentazione delle più note gallerie d'arte romane. Nel 1940 espose alla Biennale di Venezia ed alla Quadriennale romana. Nel 1953 fondò a Trento l'Istituto Statale d'Arte. Nello stesso anno fu nominato membro del Consiglio Tecnico della Triennale di Milano.
Nel 1991 e nel 1997, la Galleria Civica di Trento e Palazzo Trentini gli hanno dedicato due ampie rassegne antologiche. 